# H. Moser & Cie
H. Moser & Cie. es una marca de Moser Schaffhausen AG, un fabricante suizo de relojes de lujo. La compañía H. Moser & Cie. original fue fundada por el relojero suizo independiente Heinrich Moser en San Petersburgo (Rusia) en 1828. Entre los primeros clientes notables de H. Moser & Cie. se encontraban príncipes rusos y miembros de la corte imperial rusa. Lenin también poseía un reloj Moser.
Después de que Moser muriera en 1874, la empresa se dividió entre sus directores generales. Una de las partes suizas de Le Locle pasó a manos de la familia de Paul Girard, y el negocio en Rusia pasó a ser expropiado en 1918 debido a la revolución de Octubre. En 2002, el Dr. Jürgen Lange junto con el bisnieto de Heinrich Moser, Roger Nicholas Balsiger, fundaron la empresa "Moser Schaffhausen AG" y en 2005 relanzaron oficialmente la marca "H. Moser & Cie."

## Historia

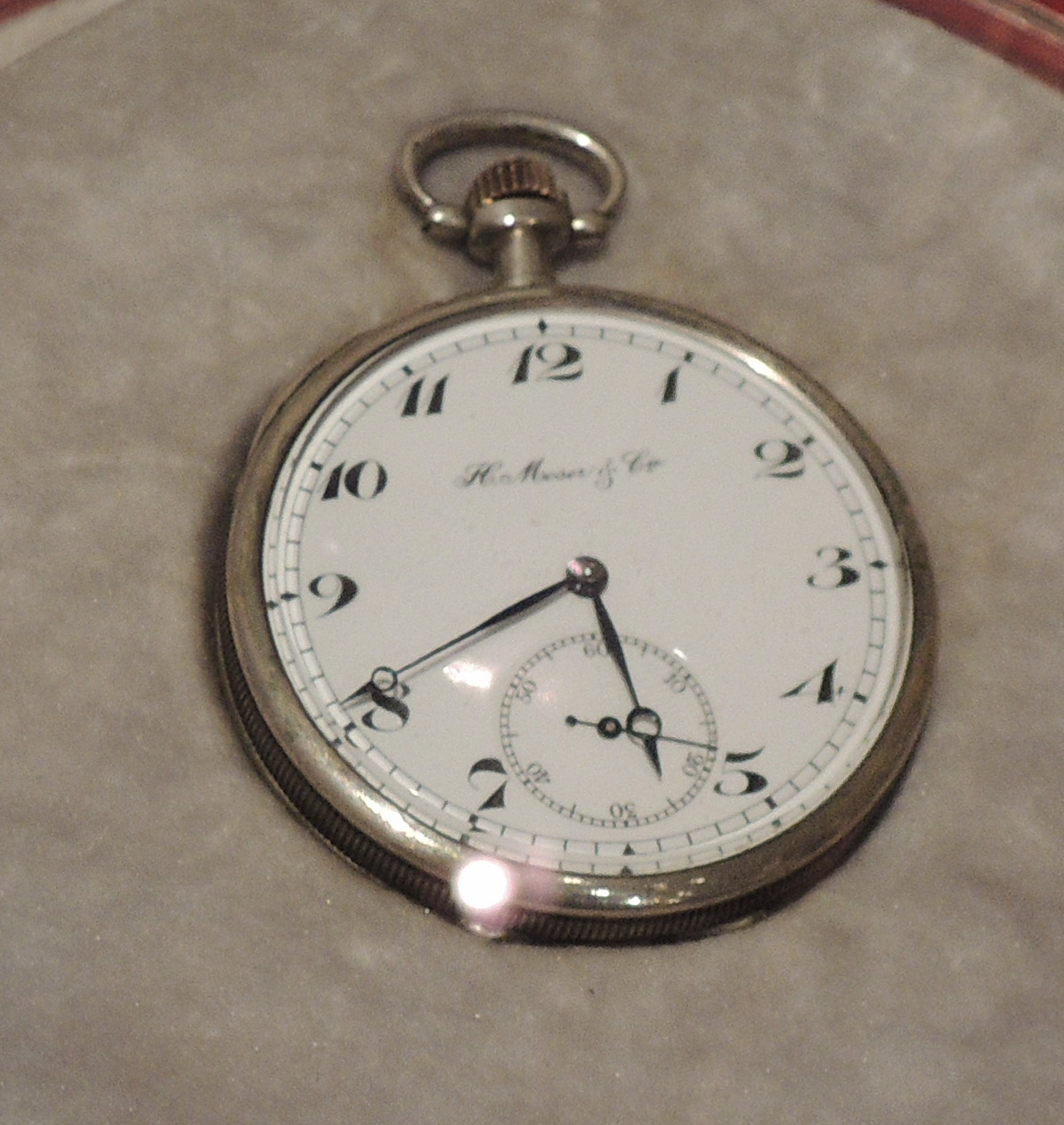
Reloj de bolsillo H. Moser & Cie., propiedad de Lenin

### Orígenes
Heinrich Moser nació en Schaffhausen el 12 de diciembre de 1805. Aprendió los conocimientos básicos de relojería de su padre Erhard y continuó sus estudios en Le Locle a partir de 1824.
En 1848, Heinrich Moser regresó a su ciudad natal de Schaffhausen y estableció allí una fábrica de relojes para abastecer su negocio. Moser se convirtió en uno de los pioneros industriales más importantes de Schaffhausen, mucho más allá de la industria relojera. Junto con Friedrich Peyer im Hof y Johann Conrad Neher, fundó la SIG, construyó la primera planta hidroeléctrica sobre el curso alto del río Rhin y fue el constructor del Ferrocarril de Rheinfall
Entre los clientes destacados de H. Moser & Cie. en aquella época se encontraban príncipes rusos y miembros de la Corte Imperial rusa. En particular, Lenin también poseía un reloj Moser. Heinrich Moser murió el 23 de octubre de 1874 y la empresa fue vendida a los respectivos directores generales en Suiza y Rusia, ya que ninguno de sus herederos estaba dispuesto a dirigir el negocio.
En el siglo XX, H. Moser & Cie. en Le Locle cambió su enfoque de los relojes de bolsillo a los relojes de pulsera. Pero debido a la crisis del cuarzo, la firma pasó a formar parte del Grupo Dixi Mechanique y el nombre de la marca original se abandonó, pasando a ser "Hy Moser & Cie".

### Desarrollo posterior
En 2002, el Dr. Jürgen Lange fundó "Moser Schaffhausen AG" junto con el bisnieto de Heinrich Moser, Roger Nicholas Balsiger. En 2005, la empresa estableció una nueva Manufactura en Schaffhausen y "H. Moser & Cie." se relanzó formalmente como una marca de la empresa.
Desde 2012, H. Moser & Cie. ha sido propiedad del grupo MELB Holding de la familia Meylan en Suiza. A partir de 2023, H. Moser & Cie. produce alrededor de 3000 relojes al año y emplea a más de 100 personas.

## Fabricación de relojes

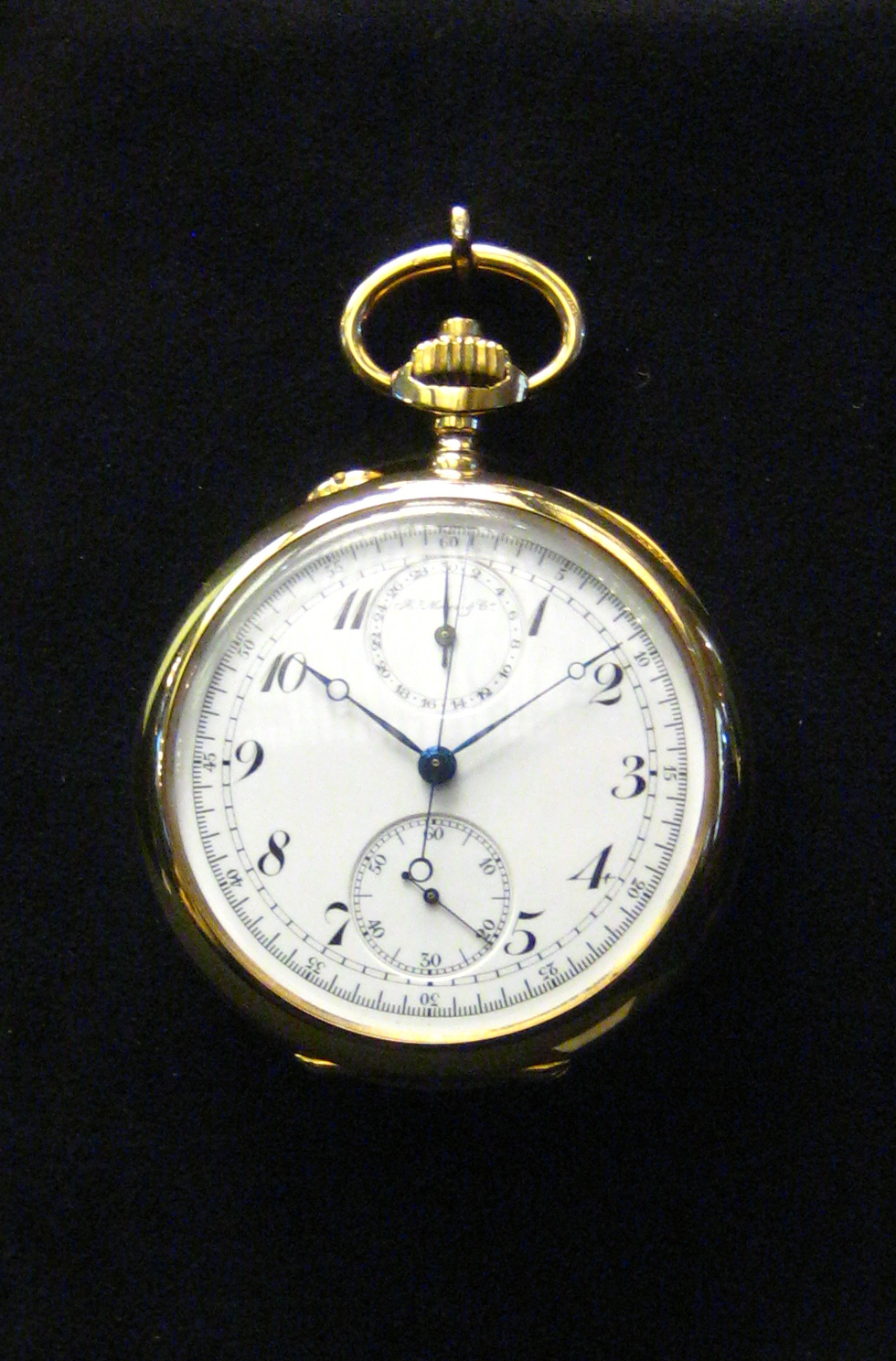
Reloj de bolsillo A H. Moser & Cie. (1917)

H. Moser & Cie. fabrica sus propios componentes de relojes. Lanzó los primeros tres relojes en 2005 después de que la marca se revitalizara.
En 2006, el Calendario Perpetuo de H. Moser & Cie. ganó el Gran Premio de Relojería de Ginebra.
En el certamen Baselworld de 2007, H. Moser & Cie. presentó el "Straumann Hairspring", desarrollado en conjunto con la empresa asociada de H. Moser & Cie., Precision Engineering AG, en Schaffhausen. Contiene una composición actualizada del "Nivarox", una aleación inventada originalmente por Reinhard Straumann en 1931.
En 2009, H. Moser & Cie. presentó su reloj con forma de tonel, el Henry, que incluía un mecanismo denominado "Straumann Double Hairspring" con dos espirales que giraban en sentido contrario en lugar de una sola espiral. Este modelo dejó de producirse tras la aparición de la línea Swiss Alps.
En 2022, el modelo Pioneer Cylindrical Tourbillon Skeleton (referencia 3811-1200) ganó el Tourbillon del año en el Grand Prix d'Horlogerie de Ginebra.

## Reloj especial para el SIHH
Desde 2016, H. Moser & Cie. ha presentado un reloj especial cada año en el Salon International de la Haute Horlogerie (SIHH) anual, para concienciar al público sobre diferentes temas:
- 2016, el Swiss Alpes Watch Zzzz, una parodia del Apple Watch[19]
- 2017, el Swiss Mad Watch, con la caja hecha de auténtico queso suizo[20]
- 2018, el Swiss Icons Watch, que combina características notables de varios fabricantes de relojes suizos[21][22]
- 2019, el Moser Nature Watch, cubierto de plantas suizas vivas[23][24]